# Johann Remmelin

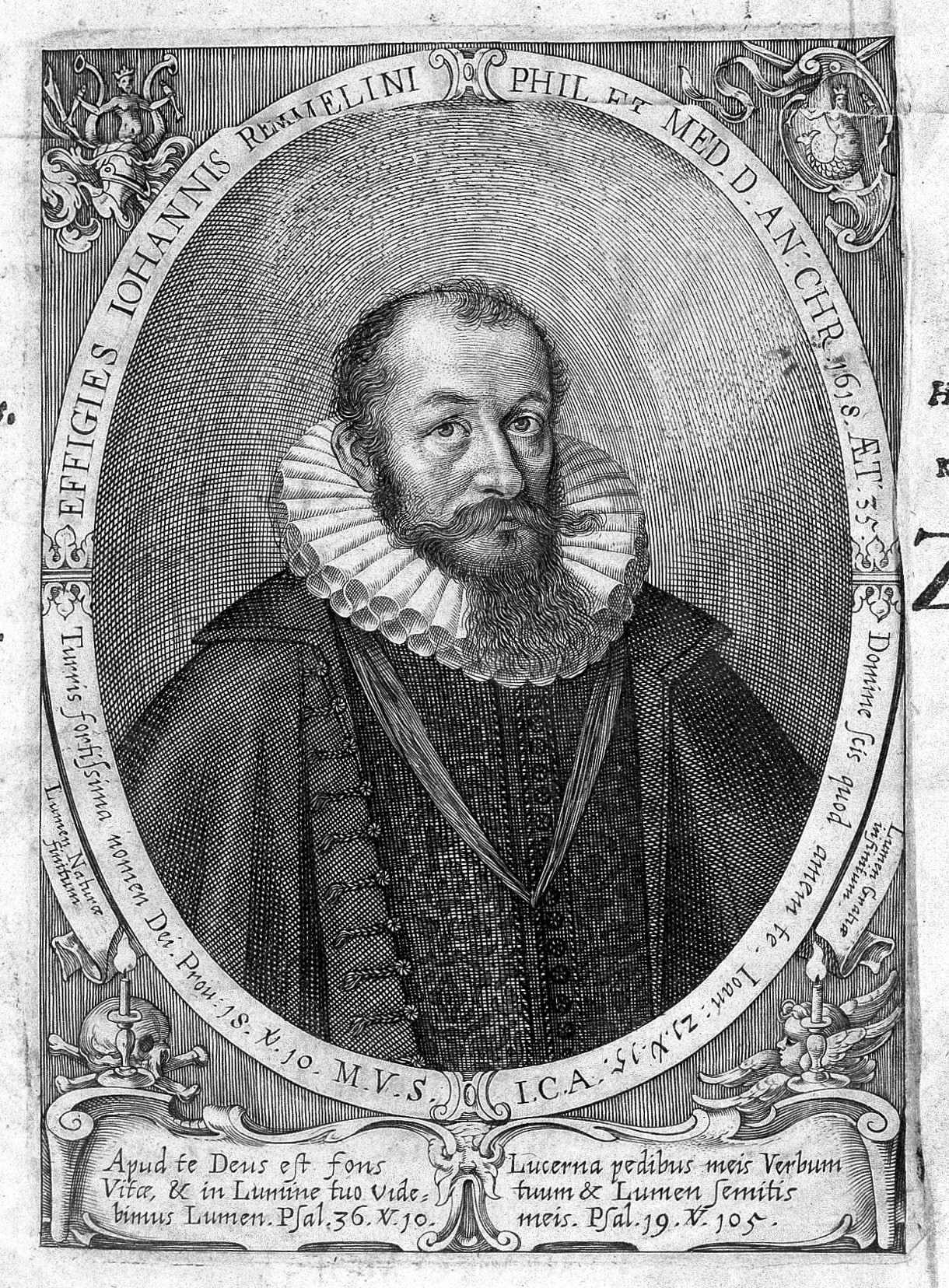
Johann Remmelin

Johann Remmelin, auch Johannes Rümelin, (* 1583 in Ulm; † 1632 in Augsburg) war ein deutscher Arzt und Mathematiker.
Remmelin war hauptberuflich Stadtphysicus in Ulm, Schorndorf und Augsburg. Er studierte Philosophie in Tübingen und anschließend Medizin in Basel. Neben seiner Arbeit als Mediziner beschäftigte er sich mit der Mathematik. Er war Autor und Übersetzer mehrerer Schriften.
Außerdem war er beteiligt am „Ulmer Kometenstreit“.